# Chicoloapan
Chicoloapan é um município do estado do México, no México.

## História
Por mais de 300 anos esteve sob o domínio da cultura Acolhua Chichimeca com sede na cidade de Coatlinchan, cujo primeiro governador foi Apaxli Chichimecatl, descendentes que governaram por 200 anos.
A palavra "chicoloa" também é usada em algumas regiões do México para se referir ao milho tenro.

## Demografia
Em 2020, a população de Chicoloapan era de 200.750 habitantes (48,4% homens e 51,6% mulheres). Em comparação com 2010, a população em Chicoloapan cresceu 14,7%.